# Svazová plánovací komise
Svazová plánovací komise (srbochorvatsky Savezna planska komisija/Савезна планска комисија) byl orgán v raném období existence socialistické Jugoslávie, který měl připravovat plány pro národní hospodářství. Existovala v letech 1946–1951. 
Komise vznikla na základě Zákona o obecně-hospodářském plánu a státních orgánech pro plánování dne 25. května 1946 (článek 4 zákona). Měla za úkol připravit hlavní hospodářský plán (první pětiletý plán) po vzoru SSSR. Ten byl připraven a schválen v podobě zákona v roce 1947. jugoslávské hospodářství procházelo v době vzniku komise znárodněním; velké podniky nejprve převzal stát (1945) fakticky a později i formálně (1946). Půda byla přerozdělena a konfiskována; na venkově byla zahájena kolektivizace, která však skončila neúspěšně. 
Komise mimo jiné stanovovala normy, na základě kterých se vypočítávaly náklady na provoz státních podniků a příjmy, které měly tyto společnosti získat. 
Pod Svazovou plánovací komisi spadalo několik jugoslávských státních organizací, jako např. Svazová komise pro standardizaci, Institut pro racionalizaci, Svazová správa pro zrychlení výroby apod.
Sama komise neměla jasně definován mechanismus vnitřního fungování, ani neměla jasně danou organizační strukturu. Během pěti let jejího působení došlo k řadě reorganizací, které byly vynuceny z několika důvodů (změna zahraničně-politické orientace Jugoslávie po roztržce mezi Titem a Stalinem; neúspěch první pětiletky apod.) Nebyl jasně vymezen okruh činností, kterému se komise měla věnovat. V jejím čele stál jugoslávský ministr průmyslu, později ministr těžkého průmyslu; nejprve Andrija Hebrang, a poté Boris Kidrič. 
Dne 6. dubna 1951 byla komise zrušena a její činnost převzala Hospodářská rada vlády FNRJ a Hlavní správa plánování. 